# Osilinka Ranges
Osilinka Ranges är ett berg i Kanada.   Det ligger i provinsen British Columbia, i den centrala delen av landet, 3 600 km väster om huvudstaden Ottawa. Toppen på Osilinka Ranges är 2 125 meter över havet, eller 57 meter över den omgivande terrängen. Bredden vid basen är 0,50 km.
Terrängen runt Osilinka Ranges är kuperad åt sydost, men åt nordväst är den bergig. Trakten runt Osilinka Ranges är nära nog obefolkad, med mindre än två invånare per kvadratkilometer.. Det finns inga samhällen i närheten.
Trakten runt Osilinka Ranges består i huvudsak av gräsmarker.